# Combiné nordique aux championnats du monde de ski nordique 1938
Pour un article plus général, voir Championnats du monde de ski nordique 1938.
Navigation
1937 1939
L'épreuve du combiné nordique des championnats du monde de ski nordique 1938 s'est déroulée à Lahti (Finlande) du 26 février (ski de fond) au 27 février (saut à ski).

## Palmarès
| Date                               | Lieu  | Course                                                     | Or               | Argent         | Bronze           |
| ---------------------------------- | ----- | ---------------------------------------------------------- | ---------------- | -------------- | ---------------- |
| 26 février 1938 au 27 février 1938 | Lahti | 18 km individuel en style classique / deux manches de saut | Olaf Hoffsbakken | John Westbergh | Hans Vinjarengen |

## Classement final

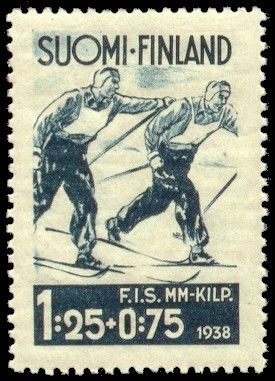
Timbre sur le ski de fond

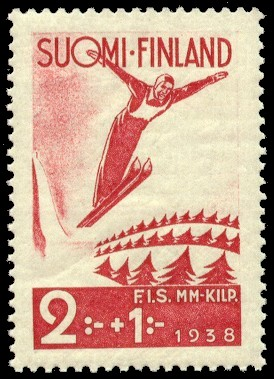
Timbre sur le saut à ski

| Rang   | Athlète                   | Temps (ski de fond) | Saut à ski   | Saut à ski  | Points totaux |
| Rang   | Athlète                   | Temps (ski de fond) | 1er saut (m) | 2e saut (m) | Points totaux |
| ------ | ------------------------- | ------------------- | ------------ | ----------- | ------------- |
| Or     | Olaf Hoffsbakken          | 1 h 11 min 36 s     | 50           | 51          | 432,60        |
| Argent | John Westbergh            | 1 h 14 min 13 s     | 51           | 53          | 412,80        |
| Bronze | Hans Vinjarengen          | 1 h 16 min 34 s     | 49           | 58          | 411,20        |
| 4      | Harald Hedjerson          | 1 h 17 min 11 s     | 54           | 55,5        | 409,55        |
| 5      | Pentti Vesalainen         | 1 h 18 min 27 s     | 54           | 60          | 408,13        |
| 6      | Olav Odden                | 1 h 15 min 55 s     | 48           | 53,5        | 408,00        |
| 7      | Torstein Skinnarland (no) | 1 h 18 min 48 s     | 55,5         | 57          | 407,97        |
| 8      | Ola Bakken                | 1 h 16 min 45 s     | 51           | 55          | 407,56        |
| 9      | Niilo Nikunen             | 1 h 18 min 07 s     | 50           | 58,5        | 404,50        |
| 10     | Timo Murama               | 1 h 21 min 25 s     | 56,5         | 61,5        | 403,69        |
| 11     | Gustaf Adolf Sellin       | 1 h 19 min 37 s     | 56,5         | 58,5        | 401,1         |
| 12     | Erkki Mäkinen             | 1 h 17 min 47 s     | 49,5         | 56          | 398,20        |
| 13     | Eino Hyyryläinen          | 1 h 18 min 20 s     | 51           | 54          | 392,59        |
| 14     | Adi Gamma                 | 1 h 17 min 18 s     | 50           | 51          | 391,69        |
| 15     | Gustav Berauer            | 1 h 18 min 02 s     | 48           | 53,5        | 390,30        |
| 16     | Aarne Valkama             | 1 h 20 min 50 s     | 55,5         | 56,5        | 389,23        |
| 17     | Gunnar Hermansen (no)     | 1 h 17 min 05 s     | 44           | 49          | 389,1         |
| 18     | Väinö Heikkinen           | 1 h 20 min 50 s     | 54,5         | 57,5        | 388,23        |
| 19     | Willy Bogner              | 1 h 18 min 20 s     | 52           | 49,5        | 387,4         |
| 20     | Holger Lundgren           | 1 h 19 min 09 s     | 52           | 55          | 384,70        |
| 21     | Mieczyslaw Wnuk           | 1 h 21 min 31 s     | 52           | 55,5        | 376,8         |
| 22     | Albert Burk               | 1 h 18 min 29 s     | 51,5         | 48          | 375,65        |
| 23     | Fiedel Wagner             | 1 h 20 min 48 s     | 48           | 51,5        | 374,6         |
| 24     | Christl Merz              | 1 h 20 min 42 s     | 48,5         | 52,5        | 373,1         |
| 25     | Stanisław Marusarz        | 1 h 25 min 25 s     | 56           | 61          | 372,9         |
| 26     | Johann Lahr               | 1 h 24 min 17 s     | 53           | 58,5        | 372,1         |
| 27     | Éric Soguel               | 1 h 19 min 04 s     | 47,5         | 47          | 371,9         |
| 28     | František Šimůnek         | 1 h 18 min 50 s     | 42           | 49,5        | 367,7         |
| 29     | Olavi Kaplas              | 1 h 20 min 50 s     | 43,5         | 51,5        | 367,7         |
| 30     | Hugo Ilvonen              | 1 h 20 min 41 s     | 46,5         | 49,5        | 367,6         |
| 31     | Olavi Sihvonen (en)       | 1 h 20 min 11 s     | 47,5         | 49,5        | 367,5         |
| 32     | Lenni Anttila             | 1 h 17 min 13 s     | 39           | 46,5        | 367,1         |
| 33     | Tauno Pälli               | 1 h 24 min 53 s     | 51           | 60,5        | 363,1         |
| 34     | Oiva Valonen (fi)         | 1 h 24 min 48 s     | 51,5         | 51          | 361,3         |
| 35     | Magnar Fosseide           | 1 h 14 min 43 s     | 51,5         | 57*         | 358,9         |
| 36     | Onni Palaste (en)         | 1 h 21 min 46 s     | 46           | 48          | 357,3         |
| 37     | Onni Suuronen             | 1 h 23 min 22 s     | 51           | 53,5        | 357,1         |
| 38     | Väinö Härkönen            | 1 h 18 min 58 s     | 40           | 42          | 355,6         |
| 39     | Tomico Kikuchi            | 1 h 26 min 21 s     | 47           | 57,5        | 352,7         |
| 40     | Sauli Kemppainen          | 1 h 23 min 47 s     | 46,5         | 49          | 340,3         |
| 41     | Olav Gjösmesli            | 1 h 19 min 29 s     | 52,5*        | 54,5        | 331,7         |
| 42     | Sulo Honko                | 1 h 27 min 39 s     | 46           | 52          | 326,4         |
| 43     | Walter Delle Karth        | 1 h 36 min 41 s     | 55           | 58          | 313,3         |
| 44     | Günther Meergans          | 1 h 21 min 59 s     | 49,5         | 51*         | 307,5         |
| 45     | Kai Hortling              | 1 h 22 min 35 s     | 52           | 57,5        | 306,1         |
| 46     | Wilhelm Köstlinger        | 1 h 26 min 08 s     | 51,5         | 58*         | 298,3         |
| 47     | Matti Kittilä             | 1 h 25 min 45 s     | 47*          | 55          | 276,2         |
| 48     | Pauli Salonen (en)        | 1 h 29 min 35 s     | 50*          | 58          | 273,1         |
| 49     | Rudolf Vrána              | 1 h 26 min 49 s     | 46           | 49*         | 271,2         |
| 50     | Kalevi Kaplas             | 1 h 21 min 30 s     | 56*          | 60*         | 261,5         |
| 51     | Aleksander Peepre         | 1 h 37 min 46 s     | 38           | 42,5        | 246,1         |
| 52     | Bertel Ikäheimo           | 1 h 24 min 11 s     | 52,5*        | 55,5        | 242,85        |
| —      | Stanislaw Wawrytko        | 1 h 24 min 18 s     | —            | —           | —             |

- * : saut tombé

## Tableau des médailles
| #  | Nation  | Or | Argent | Bronze | Total |
| -- | ------- | -- | ------ | ------ | ----- |
| 1. | Norvège | 1  | 0      | 1      | 2     |
| 2. | Suède   | 0  | 1      | 0      | 1     |